# مصطفى الصواف
مصطفى حسني محمود صواف إعلامي فلسطيني، درس الإعلام في جامعة القاهرة، ويعد من أقدم الإعلاميين الفلسطينيين في قطاع غزة، مارس مهنة الإعلام منذ ثمانينات القرن الماضي، عمل مراسل ومحرر صحفي لعدد من وسائل الإعلام المختلفة، فلسطينية، وعربية، وعالمية، أهمها مراسلة شبكة بي بي سي، ومدير مكتب صحيفة النهار المقدسية في تسعينات القرن الماضي، وهو مؤسس ورئيس تحرير سابق لأول صحيفة يومية تصدر من قطاع غزة، يعد خبيراً في الشأن الفلسطيني، وفي شؤون المنظمات الفلسطينية، له مئات الكتابات والتحليلات الخاصة بالشأن السياسي والفلسطيني، ويكتب عموده اليومي في صحيفة فلسطين التي تخرج من قطاع غزة، وكان يدير حتى وفاته مكتب الجيل للصحافة والنشر في غزة.
أدرجته الحكومة والمخابرات الإماراتية على قوائم المطلوبين لديها بعد أن وصف شيوخ الإمارات بالصبية واتهم أوباما بالتخطيط لضرب سوريا خدمة لإسرائيل.

## استشهاده
استشهد إثر قصف إسرائيلي استهدف منزله صباح يوم السبت 18 نوفمبر 2023.

## روابط خارجية
- حساب منسوب له عالفيسبوك
- صفحته وكل مقالاته على جريدة الرسالة
- مقالاته على اذاعة صوت الاقصى